# Mechtild Borrmann

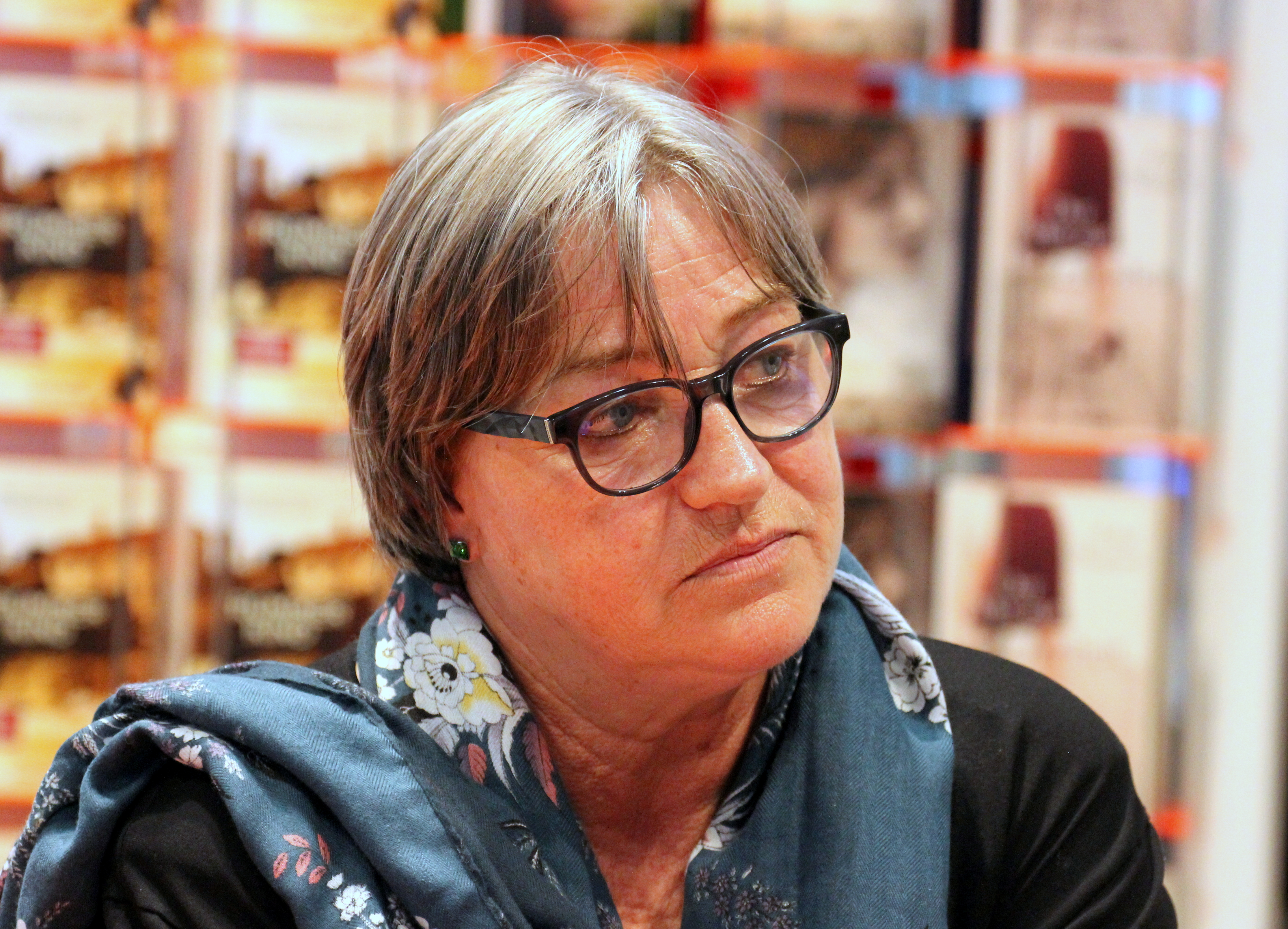
Mechtild Borrmann auf der Frankfurter Buchmesse 2018

Mechtild Borrmann (* 1960 in Köln) ist eine deutsche Kriminalromanautorin, Pädagogin und Gastronomin. Sie lebt in Bielefeld.

## Leben und Schaffen
Borrmann wuchs in Kleve am Niederrhein auf. Sie absolvierte Ausbildungen zur Erzieherin, Gestalttherapeutin sowie Tanz- und Theaterpädagogin. Als Pädagogin war sie unter anderem bei einem Wohlfahrtsverband als Berufsbetreuerin tätig, arbeitete in einer Drogenberatungsstelle sowie in den Bodelschwinghschen Anstalten mit anfallskranken Kindern und in einer Heimvolkshochschule. Nach einer Fortbildung zur Tanztheater-Pädagogin war sie für verschiedene Tanz- und Theaterprojekte als Regieassistentin und Choreographin tätig und übernahm dort auch die Serviceleitung. Anschließend verbrachte sie 1994/95 18 Monate auf Korsika. Von 2003 bis August 2008 hat Mechtild Borrmann ein Restaurant in der Bielefelder Altstadt betrieben.
Sie debütierte 2006 als selbständige Autorin mit dem Kriminalroman Wenn das Herz im Kopf schlägt. In den Jahren 2007 und 2009 folgten zwei weitere Kriminalromane sowie einige Erzählungen. Für den Krimi Wer das Schweigen bricht wurde sie im Jahr 2012 mit dem Deutschen Krimi Preis ausgezeichnet. Im Jahr 2015 erhielt sie als erste deutschsprachige Autorin den Literaturpreis der Zeitschrift Elle für den Roman Der Geiger.

## Auszeichnungen
- 2012: Deutscher Krimi Preis für Wer das Schweigen bricht.
- 2013: Herzogenrather Handschelle für Der Geiger
- 2015: Grand prix des lectrices de Elle für Le Violoniste (Der Geiger).

Nominierung
- 2015: Nominierung für Friedrich-Glauser-Preis mit Die andere Hälfte der Hoffnung[5]

## Veröffentlichungen
Kriminalromane
- Wenn das Herz im Kopf schlägt. KBV-Verlag, Hillesheim 2006, ISBN 978-3-937001-70-8. → Hörbuch 2008
- Morgen ist der Tag nach gestern. Pendragon, Bielefeld 2007, ISBN 978-3-86532-077-3.[6]
- Mitten in der Stadt. Pendragon, Bielefeld 2009, ISBN 978-3-86532-128-2.[7]
- Wer das Schweigen bricht. Pendragon, Bielefeld 2011, ISBN 978-3-86532-231-9. → Hörbuch 2011[1][8]

Romane
- Der Geiger. Droemer, München 2012, ISBN 978-3-426-19925-1.
- Die andere Hälfte der Hoffnung. Roman. Droemer, München 2014, ISBN 978-3-426-28100-0. → Hörbuch 2014, ISBN 978-3-86804-849-0.
- Trümmerkind. Roman. Droemer, München 2016, ISBN 978-3-426-28137-6.
- Grenzgänger. Roman. Droemer, München 2018, ISBN 978-3-426-28179-6
- Feldpost. Roman, Droemer, München 2022, 1. Auflage, ISBN 978-3-426-28180-2, auch als Online-Ausgabe verfügbar: ISBN 978-3-426-44447-4.

Erzählungen
- Freundschaftspreis. In: OWL-kriminell. KBV-Verlag, 2009
- Seltene Seerose. In: Mordswestfalen. Pendragon, 2009
- Aufnahme. In: So wie du mir. 19 Variationen über Die Judenbuche von Annette von Droste-Hülshoff. Pendragon, 2010
- Die Spur zurück. Knaur, München 2013, ISBN 978-3-426-43111-5. (E-Book)